# Фаг хаг
Фаг хаг (енгл. fag hag), познат и фонетски као фег хег, израз је за жену која се углавном или искључиво дружи са хомосексуалним и/или бисексуалним мушкарцима или их има доста за пријатеље. Израз је настао у америчкој геј заједници и некада је имао искључиво увредљиво значење.

## Употреба
Фаг хаг се раније користио искључиво као негативан термин, састављен од такође два негативна термина. Фаг у буквалном преводу значи педер, а хаг означава стару, ружну жену, вештицу. Носећи такво значење, фаг хаг је обично стереотипно везиван за веома комуникативне жене које у друштву гејева траже замену за хетеросексуалне везе, или које су прикривено заљубљене у своје геј пријатеље.
У реалности, међутим, разлози за дружење са гејевима јесу присност пријатељске везе без сексуалне тензије и уживање и уважавање геј културе. У интервјуима са гејевима и фаг хаг женама, најчешћа заједничка тема јесте безбедност таквог односа. Овај термин се може применити и на многе геј иконе, које су често заиста окружене гејевима. Мушки пандан, хетeрo мушкарац који се дружи са гејевима и бисексаулцима, назива се фаг стаг.
И данас, неке жене не прихватају, док друге радо прихватају тај назив. На српском говорном подручју, паралелно се користи и израз грејсица, према лику Грејс Адлер из америчке комичне серије Вил и Грејс.

## Популарност
- Комичарка Маргарет Чо пише и у свом програму често говори о себи као о хагсици.
- Серија Вил и Грејс приказује две фаг хагсице: Грејс Адлер, најбољу пријатељицу Вила Трумана, са којим дуго дели стан и Карен Вокер, која је пријатељица Џека Макфарланда.
- У анимираној серији Rick & Steve: The Happiest Gay Couple in All the World, Кони Линг је фаг хаг, мада она више воли да се назива другарица особа које живе алтернативни начин живота (енгл. alternative lifestyle companion).
- Лили Ален је снимила песму под називом Fag Hag, у којој описује однос са својим геј пријатељем.
- У америчкој верзији серије Queer as Folk Брајан назива Деби највећом хагсицом свих времена, будући да су њен брат, син и отац њеног сина гејеви. Она, иначе, ради у кафићу у геј четврти.
- У филму The Next Best Thing, Мадона је приказана као најбоља пријатељица лика који тумачи Руперт Еверет.
- Руперт такође глуми геј најбољег друга Џулијане Потер у филму Венчање мог најбољег друга.
- Бриџет у филму Bridget Jones's Diary има геј најбољег пријатеља Тома
- Клариса пријатељу Ричарду, који болује од сиде, приређује прославу поводом освојене награде у филму Сати.
- У филму Longtime Companion Лис се дружи са групом гејева.
- У филму Relax… It's Just Sex Тара око себе има групу гејева, али се љути када је један од њих ослови са фаг хаг.
- У филму All Over the Guy Том има најбољу пријатељицу Џеки, која покушава да га споји са Елијем. Ели је, иначе, најбољи пријатељ њеног дечка. Дакле, Џеки је фаг хаг, а Брет фаг стаг.